# Pałac w Błudowie
Pałac w Błudowie – wybudowany w XVII w. przez Jakuba Sobieskiego.

## Historia
Pałac Sobieskiego w Błudowie spłonął w XVIII wieku. Pod koniec XIX wieku we wsi znajdowały się jeszcze jego ruiny.  Henrietta (Henryka) z Działyńskich (1794–1869), żona Aleksandra Błędowskiego (1788–1831) opisując we wspomnieniach resztki budowli, napisała, że pod  dawnym pałacem znajdowały się ogromne lochy. Pozostałości pałacu, takie jak: drzwi z wyrytymi psalmami króla Dawida oraz elementy architektoniczne: obramienia okien z ciosów kamiennych, aniołki i karnisze przekazane zostały przez Aleksandra Błędowskiego do Woronczyna, gdzie stały się zdobieniami kaskady. Woronczyn był siedzibą Ludwika Kropińskiego, generała brygady armii Księstwa Warszawskiego, poety, dramatopisarz i powieściopisarza, którego żoną była Aniela Błędowska, siostra Aleksandra. 
Przy pałacu stał  stary lamus, wzniesiony również przez Sobieskiego. Błędowscy obok pozostałości pałacu zbudowali dwór w stylu późnobarokowym. Po Henriecie właścicielką dworu została jej córka Wincentyna Błędowska, żona Aleksandra Jaźwińskiego.